# Dorothea Starke
Martha Dorothea Starke (* 20. November 1902 in Chemnitz; † 16. März 1943 in Jena) war eine deutsche Mathematikerin auf dem Gebiet der Angewandten Mathematik. Sie publizierte zur graphischen Statik, Numerik, Anwendungen in Mechanik, Biologie, Astronomie sowie zur Wissenschaftsgeschichte. Starke wirkte vor allem in Jena.

## Leben
Dorothea Starke war das einzige Kind des promovierten Oberlehrers an der Städtischen Realschule Richard Starke (* 1866) und seiner Ehefrau Martha (geborene Nitsche) und genoss eine gute Schulbildung (Mädchenschule von 1909 bis 1922), was für Frauen jener Zeit eher untypisch war. Sie schloss mit einem ausgezeichneten Abitur ab und studierte anschließend Mathematik, Angewandte Mathematik, Physik und Astronomie in Jena und Berlin.
Starke war vor allem an Angewandter Mathematik interessiert, einem Fach, das damals an deutschen Universitäten relativ jung war, und promovierte bei Max Winkelmann mit der Bestnote summa cum laude in Jena. Das Rigorosum fand am 19. Dezember 1927 statt, in den Fächern Angewandte Mathematik, Mathematik und Astronomie. Starke legte ihr Lehramtsexamen in den Fächern Angewandte Mathematik, Mathematik und Physik ab, ebenfalls mit Auszeichnung. Nachdem die Dissertation mit dem Titel Die Maximalmomentenfläche eines Gerberschen Balkens in der Zeitschrift für Angewandte Mathematik und Mechanik veröffentlicht worden war, wurde Starke am 20. März 1929 promoviert.
Von 1928 bis 1931 hatte Starke am Institut Winkelmanns eine Assistentenstelle inne, die durch die Carl-Zeiss-Stiftung finanziert wurde. Anschließend war Starke unter anderem in der Sternwarte Jena wissenschaftlich tätig. Nach ihrer Hochzeit mit dem Astronomen Helmut Werner am 27. Dezember 1932 in Chemnitz arbeitete sie unter dem Namen Werner-Starke, unter anderem bei Friedrich Karl Arnold Schwassmann in Hamburg.
Am 30. März 1937 wurde ihr Sohn geboren. Unbestätigte Angaben lassen vermuten, dass ihr auch eine Stelle bei Otto Hahn in Berlin auf dem Gebiet der Atomforschung angeboten worden war. Nachdem 1940 zunächst Krebs und 1942 ein Schatten auf der Lunge diagnostiziert worden war, erlag Dorothea Starke am 16. März 1943 im Universitätsklinikum Jena ihrer Krankheit.

## Schriften
- Newton (Zu seinem 200.Todestag am 31. März 1927). In: Prignitzer Nachrichten, 1. April 1927, ohne Seitenzahl
- Die Maximalmomentenfläche eines Gerberschen Balkens. In: Zeitschrift für angewandte Mathematik und Mechanik 9, 1929. S. 130–151.
- Gebrauchsformeln der Vektorrechnung. (Handreichung für Studierende der Fakultät und des Instituts). Institut für Angewandte Mathematik, Jena 1929.
- Ein graphisches Verfahren zur Auflösung eines linearen Gleichungssystems mit komplexen Koeffizienten. In: Zeitschrift für angewandte Mathematik und Mechanik 11, 1931. S. 245–247.
- Wärmeleitung im Inneren von Sternen unter Berücksichtigung der relativistischen Korrektionen. In: Astronomische Nachrichten, Nr. 5841 (1931), Bd. 244 // Mitteilungen der Universitätssternwarte zu Jena Nr. 3, S. 177–184.
- Abenteurer im Weltall. Ein altes Himmelsrätsel in neuer Beleuchtung. 1. Beilage zum Chemnitzer Anzeiger und Tageblatt, 6. März 1932.
- Der Reibungskoeffizient im Inneren überdichter und aus stark entarteter Materie bestehender Sterne bei Berücksichtigung der relativistischen Korrektionen. In: Astronomische Nachrichten Nr. 5857 (1932), Bd. 245, S. 1–6.
- Die angenäherte Bestimmung der mittleren Dicke einer Schneckenschale durch Messung von Höhe und Breite des Schneckengehäuses. In: Jenaische Zeitschrift für Naturwissenschaft (hrsg. v. Med.-naturwiss. Gesellschaft zu Jena) 1932, Bd. 66, H. 1, S. 161–168.
- Ein kinematisches Verfahren zur Bestimmung der Achsenrichtungen und des Achsenverhältnisses einer durch ihre recht- oder schiefwinkligen Komponenten gegebenen Schwingungsellipse. In: Zeitschrift für Instrumentenkunde 52 (1932), S. 349–352.
- Wege zur Erforschung des Sterninnern. (als D. Werner-Starke). In: Der Sternfreund: Mitteilungsblatt des Bundes für Sternfreunde, H. 1. 1936. S. 57–66.
- Zum 300. Todestag von Galileo Galilei, dem Bahnbrecher der optischen astronomischen Forschung. (als D. Werner-Starke) In: Zeiss Notizen. Hausmitteilungen zur Förderung und Vertiefung unserer Kundenbeziehungen in aller Welt (Werkszeitschrift der Fa. Carl-Zeiss), H. 41 (April 1942), S. 13–15.